# کخوی
کخوی (گرجی: კეხვი، آسی: Чъех، روسی: Кехви) یک منطقه مسکونی متروک و رهاشده (پس از جنگ اوستیای جنوبی ۲۰۰۸) در شهرداری گوری کشور گرجستان است. این روستا از سال ۲۰۰۸ توسط جمهوری جداشده اوستیای جنوبی کنترل می‌شود و در ناحیه تسخینوال جای گرفته است.